# Rekkit Rabbit
Rekkit The Rabbit (Rekkit Rabbit (título em Portugal) ) é uma série de animação francesa, criada por Vincent Chalvon-Demersay, David Michel e produzida por Marathon Media, TF1, Buena Vista International e Centre national du cinéma et de l'image animée e teve 52 episódios de 3 temporadas. A série estreou em 16 de março de 2011 no canais franceses TF1 e em 19 de março de 2012 no Disney XD e em 1 de setembro de 2014, a série foi transmitida por Gulli. Em Portugal, a série foi emitida pelo Disney Channel.

## Enredo
Jay Shmufton é um garoto normal, que  sonha em se tornar um grande mágico mas é intimidado por causa de suas tentativas frustradas. Enquanto treinava em seu jardim com uma varinha nova encomendada on-line, ele lê em voz alta a frase que está escrita lá: "Se és corajoso ou queres um coelho espantoso?" Um brilho surge da varinha e bate no telhado de sua casa. Jay regressa a casa para ver o estrago e fica surpreso ao descobrir um coelho branco gigante de mais de 2 metros de altura, na cama dele. O nome dele é Rekkit, e explica que fugiu de seu mundo (Chakabrak) para escapar de seu terrível mestre, o grande mágico Yoshini, que o tratava como um escravo. Ele também diz que vai continuar a viver na casa de Jay. Os dois logo em seguida, se tornam amigos inseparáveis. A magia entra na vida de Jay e ele logo descobre que não será fácil.

## Episódios

### Temporada 1 (2011)
1. A Chegada
2. Bola de Pelo
3. Pastor de Hamsters
4. O Bigode
5. Mobília Condenada
6. Uma Vaca Caótica
7. O Rapaz Lagosta
8. Um Espião na Engrenagem
9. O Rekkit Nada
10. O Convite
11. Um Maluco Simpático
12. Dor de Cabeça
13. Cabeças de Nabo
14. O Armazém Assombrado
15. Uma Longa Jornada Para o Nada
16. O Senhor Batatinha
17. Cabeças de Vento
18. MMM Borboleta
19. Fotografias com Efeitos
20. Rekkit, o Modelo
21. As Gémeas Salvam o Rekkit
22. A História da Cauda Desaparecida
23. Os Coelhos Preferem Cavalheiros
24. Ninjas do Tapete
25. Felpudo Mas Confuso
26. A Vingança do Gatinho
27. Não Perturbem a Yeti
28. Leitor de Pensamentos
29. Quebrar as Regras é Para Tolos
30. Pirata à Vista
31. A Tartaruga e a Cabeça da Lebre
32. Abraca-oh Não!
33. Rápidos e Perigosos
34. Vejo-te nos Meus Sonhos
35. O Rekkit Tem um Segredo
36. Magia Culinária
37. O Bill Fica com o Rekkit Por um Tempo
38. Bob, o Invisível
39. Jay, o Malcheiroso
40. Para Lá do Arco-Íris
41. Um Cão é o Melhor Amigo de um Coelho
42. Buracos me Mordam
43. Estou a Derreter
44. Boo Booyah
45. Bebé Para Quatro
46. Banana Split
47. Cria Laços, Jay
48. O Quarto do Rekkit
49. O Duplo do Jay
50. O Rekkit Saiu de Casa
51. Impressão Digital
52. Rekkit Versus Gadget

## Elenco

### Versão Francesa
- Estúdio: Label Voix
- Direção artística: Valérie de Vulpian
- Adaptação: Gilles Coiffard e Igor Conroux

- Michel Mella : Rekkit
- Emmanuel Curtil : Lorne Shmufton
- Valentin Maupin
- Jean-Pierre Denys
- Hermine Regnaut
- Magali Ronsenzweig
- Léopoldine Serre
- Philippe Catoire

### Versão Portuguesa
- Direcção de Dobragem: Paulo Oom
- Adaptação: Paulo Oom
- Tradução: Manuela Jorge
- Tradução lírica: Manuela Jorge

- Paula Fonseca : Jay
- Paulo Oom : Lorne Shmufton
- Ana Vieira : Mãe/Evita
- José Lobo : Rekkit

## Produção
A série foi produzida no primeiro semestre de 2010. O título anglófono da série é Rekkit The Rabbit e foi distribuída internacionalmente pela Zodiak Rights. O Disney Channel Europa adquiriu os direitos da Disney XD para transmitir a série nos países europeus restantes como aconteceu em Portugal.